# Оділон Редон
Оділон Редон (фр. Odilon Redon), повне ім'я Бертран Жан Редон (20 квітня 1840, Бордо — 6 липня 1916, Париж) — французький художник, графік та художній критик. Оділон вважається одним з засновників течії символізму в живописі та предтечею пізніших художніх течій, таких як: експресіонізм, сюрреалізм та навіть дадаїзм. Відомий своїми роботами вугіллям, «чорнотами», а також малюнками пастеллю та олією, які завоювали йому славу визначного колориста. Не зважаючи на те, що Оділон Редон був сучасником імпресіонізму та брав участь в останній виставці імпресіоністів, він протиставляє себе цьому руху в живописі і реалізму Золя в літературі. На відміну від останніх, він не прагне зобразити реальність такою як вона є, а натомість звертається до містичного та підсвідомого.

## Біографія та творчість

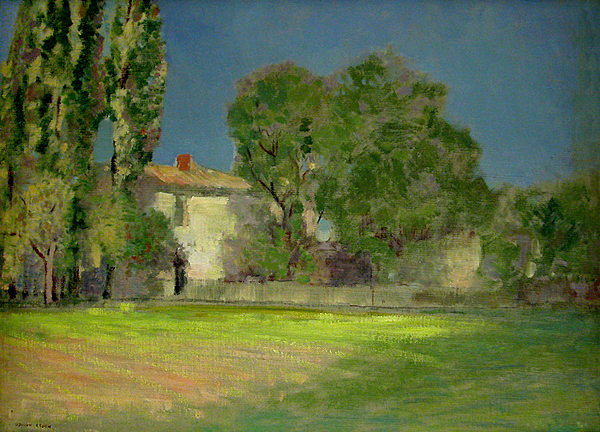
Оділон Редон, Пейрельбад, 1897, олія; Музей д'Орсе, Париж

20 квітня 1840 року в місті Бордо, Аквітанія народився Бертран Жан Редон (названий Оділоном на честь матері), другий син в сім'ї підприємця та землевласника Бертрана Редона та креолки французького походження Марі-Оділь Геран. Його батьки познайомились в Америці, куди збіднілий буржуа Бертран Редон вирушив у пошуках багатства, до Франції подружжя повернулось за декілька тижнів до народження Оділона. Всі троє синів Редонів присвятили себе мистецтву, молодший брат — Гастон Редон став успішним архітектором, а інший Ернест — музикантом.
У ранньому віці через хворобливість батьки передають Оділона на утримання до дядька та виховательки в сімейне помістя Пейрельбад посеред виноградних полів (Лістрак-Медок) в Аквітанії, де він покинутий батьками проводить своє дитинство.
| «... Я пам'ятаю себе сумним та слабким. Пам'ятаю себе споглядачем, що знаходив задоволення в тиші. Дитиною, я шукав тіні: згадую як любив ховатись за великими завісами, в темних закутках будинку, в кімнаті, де я грався. А коли виходив на вулицю, на природу, як мене зачаровувало небо! І пізніше, не можу точно сказати коли, бо ви завжди ставились до мене як до неповноцінного, я проводив години, ба навіть цілі дні прислухаючись до землі в цих безлюдних місцинах, слідкував за хмарами, які пролітали та за їх миттєвими змінами. Не було й місяця, щоб я не відчував відрази до будь-яких фізичних навантажень.» | — так пізніше опише цей період свого життя Оділон Редон у своєму автобіографічному творі «Собі самому».
Пейрельбад стає для Оділона одночасно і в'язницею, і місцем де зароджуються його містичні переживання, навіяні оповідками тутешніх жителів та природою цього краю.
В 7 років він побував у Парижі та відвідав деякі з Паризьких музеїв, його дуже вразили драматичні сцени з картин, побачених у музеях Парижа.
В 11 років Оділон повертається в Бордо, і вперше йде до школи. Схоластичне навчання в школі, викликало в Оділона почуття пригніченості та суму.
В 15 років Оділон починає брати уроки малювання у Станісласа Горена, де опановує техніку акварелі, завдяки Горену Оділон знайомиться з роботами Мілле, Каміля Коро, символіста Гюстава Моро та Делакруа та копіює їх під час художніх виставок у Бордо.
В 17 років Оділон зав'язує дружбу з ботаніком, наглядачем ботанічного саду Бордо, Арманом Клаво. Ця людина зі слів самого Редона мала глибокий вплив на розвиток його смаків та поглядів. Арман не зважаючи на свою бідність мав чудову колекцію книжок з літератури. Він познайомив Оділона з творами Едгара По, Флобера, «Квітами зла» Бодлера, розповідав йому про свої захоплення Шекспіром порівнюючи його майстерність з майстерністю Делакруа, а також відкрив для Оділона природничі науки та теорію Дарвіна.
Але 1862 року Редон покидає Бордо і вирушає в Париж, де під впливом свого батька починає вивчати архітектуру. І хоча Оділону так і не вдалось скласти іспит, завдяки цим архітектурним студіям він значно покращив свою техніку малювання. Також в Парижі Оділон бере академічні уроки живопису, але дуже швидко розуміє, що йому не підходить таке навчання.
По поверненні до Бордо Оділон Редон підпадає під вплив художника-протосимволіста Родольфа Брездана, який стає його другом та вчителем. Саме Брездан заохочує його до графічних малюнків та літографії та створення фантасмагоричних малюнків. 1865 року Оділон разом з Брезданом створює серію з 12 офортів.
1870 року, несподівано для родичів та друзів, Оділон записується в армію з початком Франко-прусської війни та бере участь у бойових діях.

### Чорноти (les noirs)
Після закінчення Франко-прусської війни та розгрому Комуни Редон починає малювати «чорноти» (малюнки вугіллям). В цей період життя Редон захоплюється чорним кольором. 
| «Чорний колір вимагає поважного ставлення, ніщо не може звульгаризувати його. Він не радує око, і не пробуджує чутливість. Він краще за палітру кольорів слугує для передачі духовного.» | — за словами самого художника.
Техніка малюнків вугіллям заснована на захопленні Редона грою світла й темряви Рембрандта та технікою сфумато Леонардо да Вінчі. На цих малюнках Редон зображає містичних темних створінь: химер з людською подобою, очі, підвішені у просторі, рослини з очима або людськими головами що зринають з підсвідомості або створенні маренням художника. Закриті простори або грати зображені на малюнках вказують на глибокий вплив спогадів з дитинства в Пейрельбаді. Настрій цього періоду в основному відповідає настроям так званого fin de siecle (кінець століття), що характеризується загальним песимізмом та розчаруванням у Франції.
Малюнки вугіллям довго залишались без уваги, допоки вони не були опубліковані в альбомах літографій 1879. Всього було надруковано 12 таких альбомів. Деякі з них стали ілюстраціями до творів Едгара По, збірки поезій «Квіти зла» Бодлера та драми «Спокушання Святого Антонія» Флобера. Але ці малюнки не мають прямих відсилань до тексту і, швидше, є враженнями самого Оділона від прочитаного. Один з альбомів присвячений художнику Гойя.Оділон давно захоплюється дияволічними створіннями Гойя, а також серією офортів Капрічос, але в цьому альбомі не відчувається вплив Гойя.
Іншим джерелом натхнення Редона були його захоплення дарвінізмом та мікробіологією, привиті йому Арманом Клаво, їх він висвітлює в альбомі «Початки» (Les origines), де Оділон зображує мікроби та інші мікроорганізми, а також розмірковує над походженням людини.
Останній альбом з серії, «Сон» (Les Songes) опублікований 1891 Оділон присвячує своєму другу Арману Клаво..

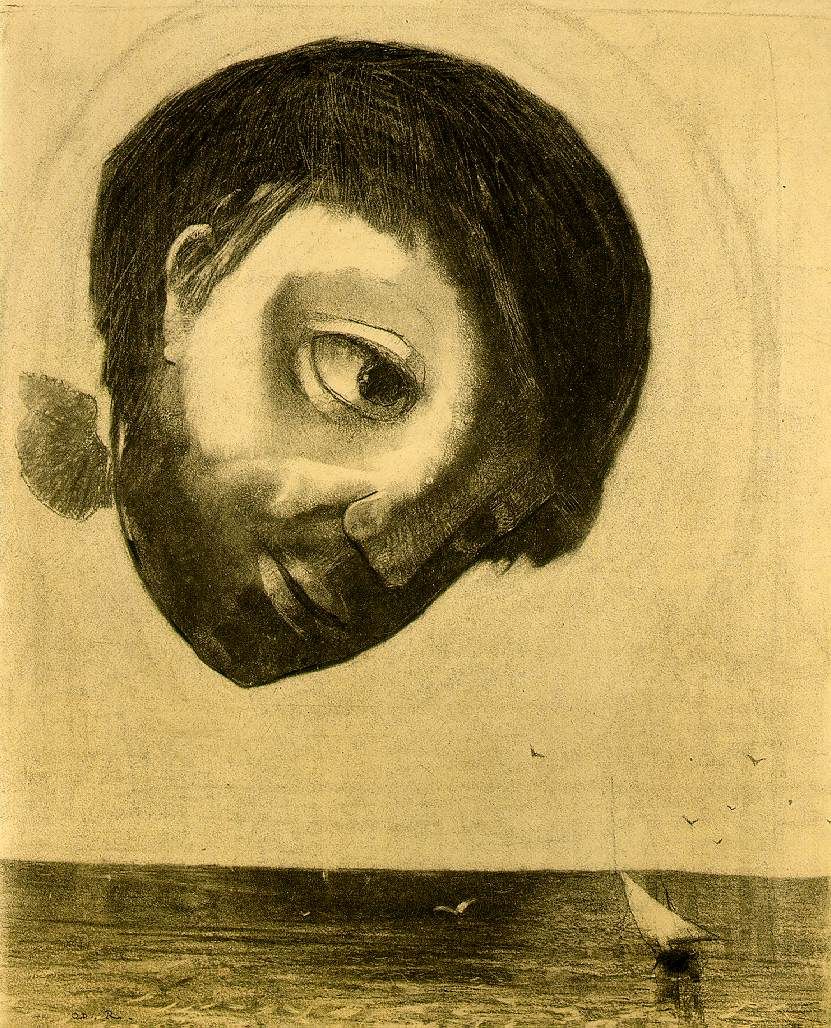
Дух-наглядач за водами. 1878, вугілля; Художній інститут Чикаго.
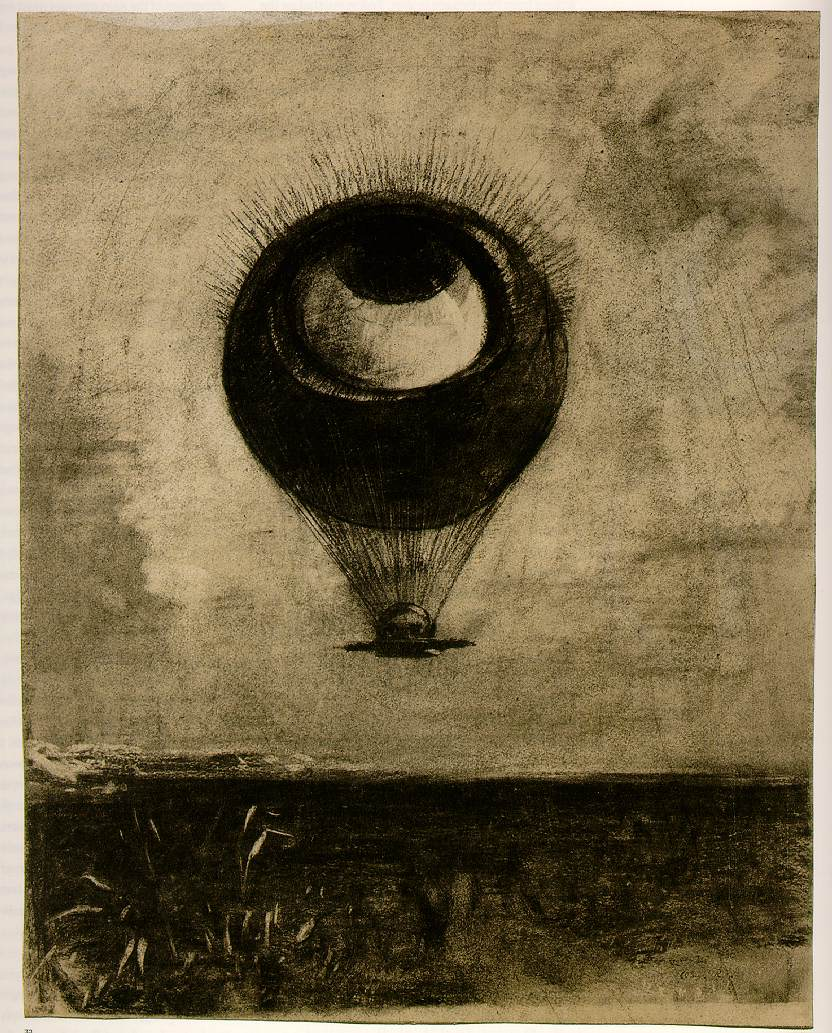
Око-повітряна куля. 1878, вугілля,альбом «Едгару По»; Музей сучасного мистецтва (Нью-Йорк).
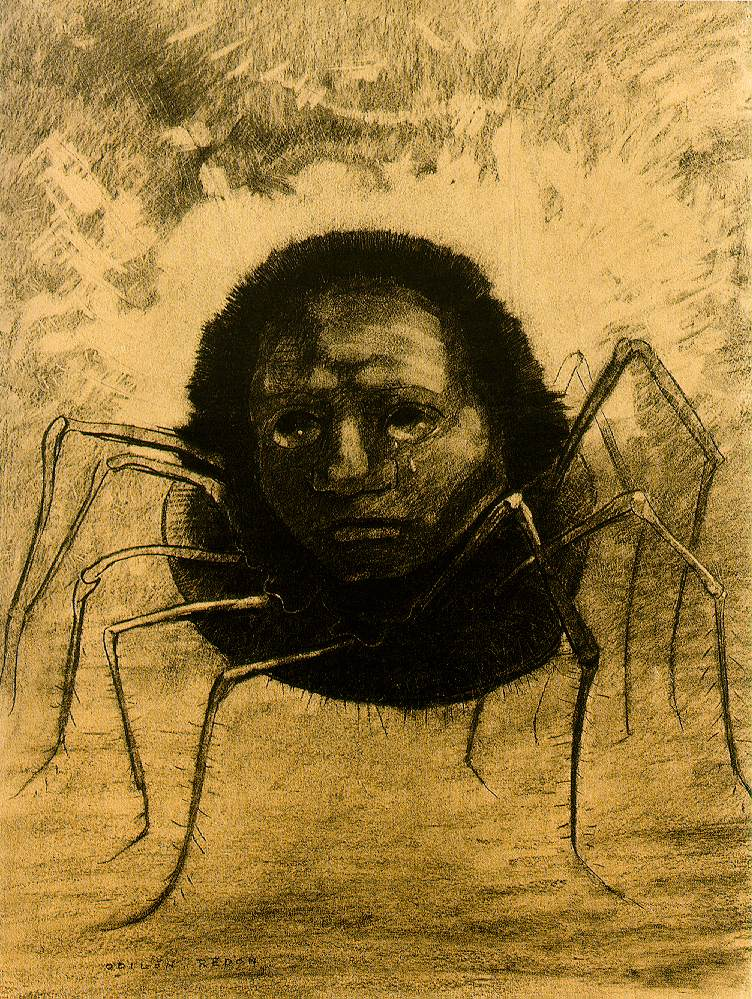
Павук, що плаче. 1881, вугілля; приватна колекція, Нідерланди.
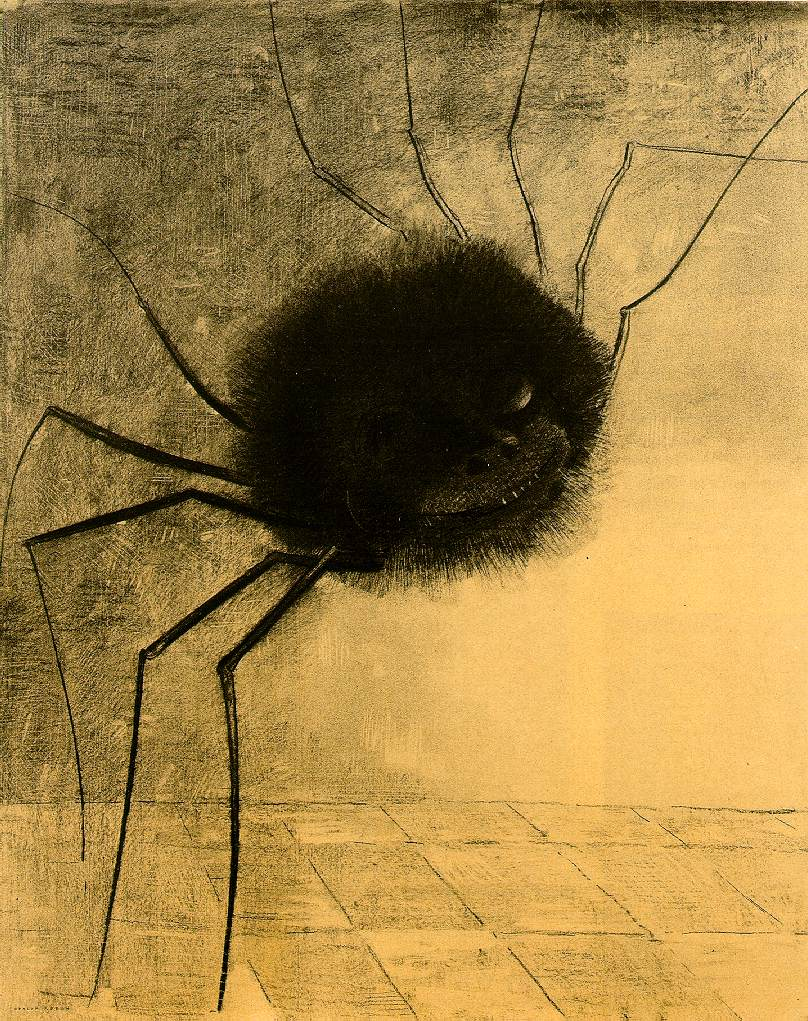
Павук,що сміється. 1881,вугілля; Лувр, Париж.
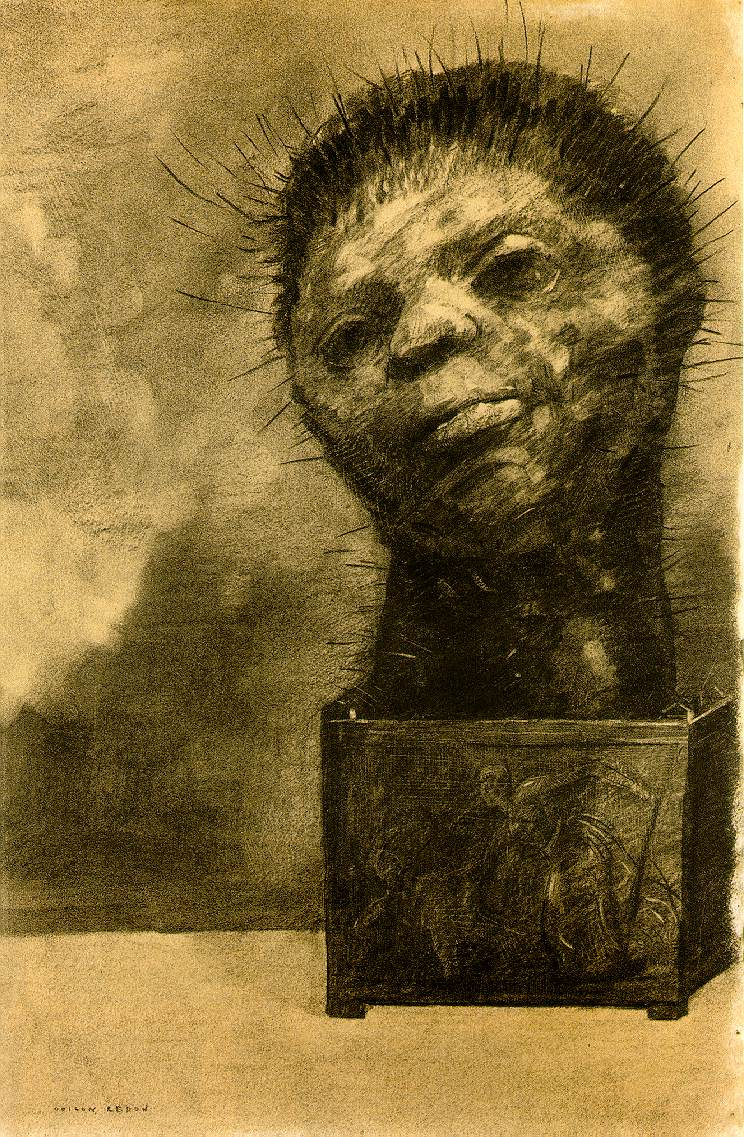
Людина-кактус. 1881, вугілля; колекція Іана Вуднера, Нью-Йорк.
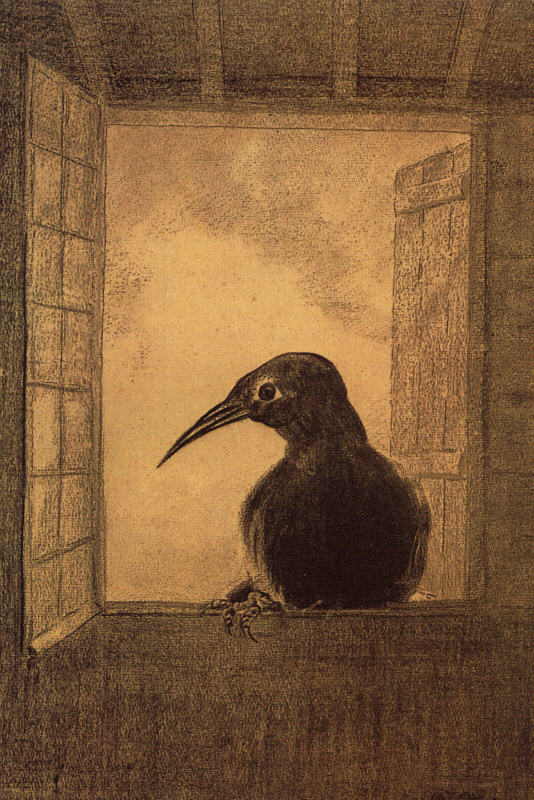
Ворон. 1882,альбом «Едгару По»;Національна Галерея Канади, Оттава
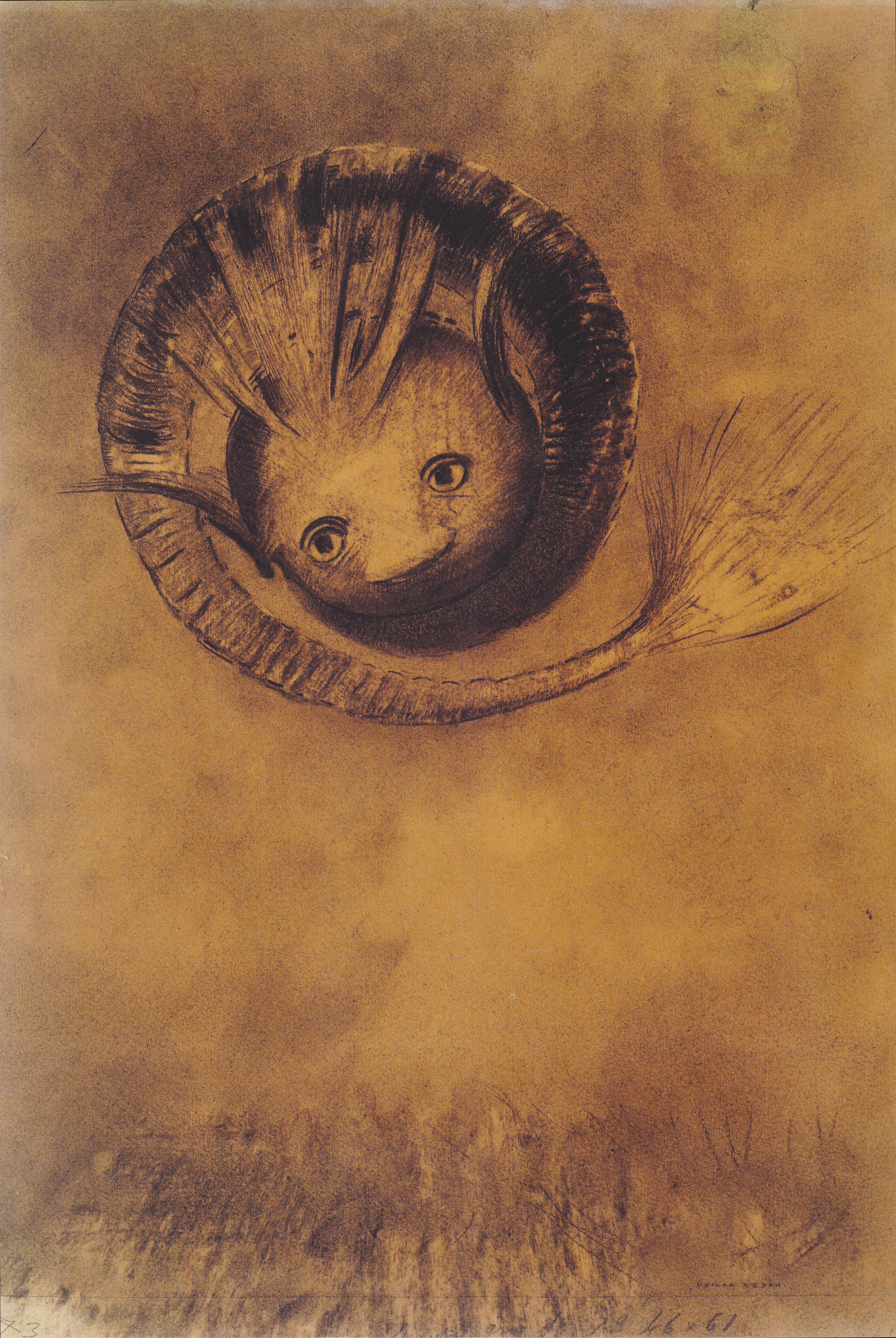
Химера. 1883,вугілля; Музей Креллер-Мюллер, Оттерло, Нідерланди
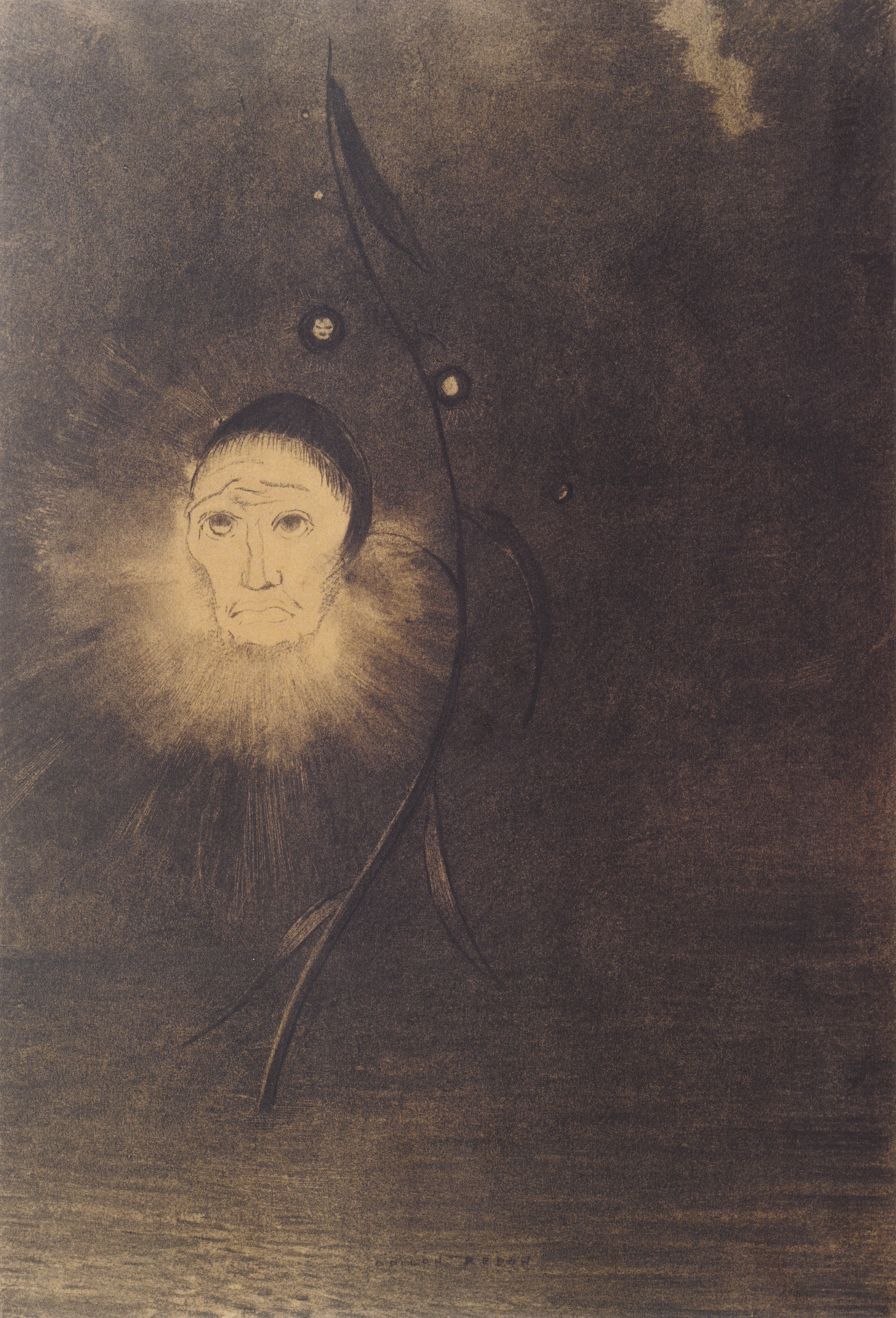
Болотяна квітка з альбому присвяченому Гоя. 1885, вугілля; Національна бібліотека Франції, Париж

### Кольоровий період

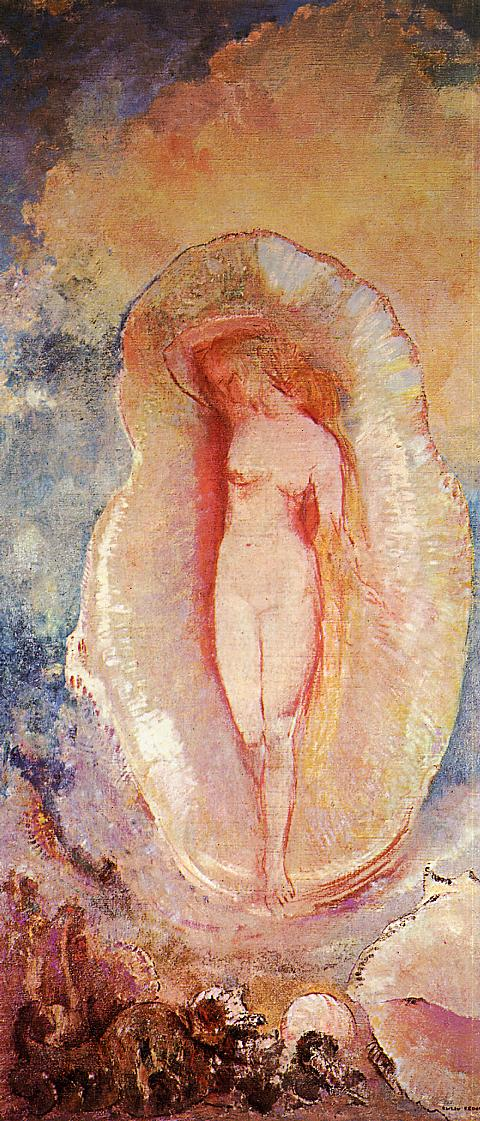
Народження Венери, 1912, олія; Музей сучасного мистецтва (Нью-Йорк)

Пандора, 1914, олія; Музей мистецтва Метрополітен, Нью-Йорк

1880 року Оділон одружується на креолці Каміль Фольт з острова Реюньйон, з якою він познайомився в салоні. Цей шлюб виявився дуже щасливим, Каміль вірно допомагає своєму чоловіку у його роботі, і 1886 у них народжується син Жан, але того ж року він помирає, що занурює художника в депресію, допоки у подружжя не з'являється другий син Ар'ї 1889.
Починаючи з 1890 року відбувається поступовий перехід художника до кольору, однією з перших кольорових робіт вважається малюнок олією «Закриті очі» (1890), який був написаний під враженням від смерті Армана Клаво. 1892 з'являється інша кольорова робота «Золота клітка» з кобальтовим зображенням профілю жінки на золотому фоні, що нагадує візантійську ікону. Ця робота була розкритикована на салоні 1894, але була дуже позитивно сприйнята групою Nabis. І нарешті 1895 з'являється робота, що завоювала публічний успіх — це «Букет квітів», намальований олією. В цій як і в подальших роботах Оділона відчувається вплив Гогена та японізму.
Після 1899 року Оділон повністю покидає малювання вугіллям і «одружується на кольорі». На зміну темним створінням та переживанням приходить відчуття спокою та загадкові мотиви взяті з буддизму, християнства, греко-романської міфології та творів Шекспіра. Також на його зображеннях з'являються букети квітів та мушлі.
На картині «Циклоп» автор зображує страшного циклопа Поліфема нещасно закоханого в морську німфу Галатею, яку не одразу видно на картині, бо вона заховалась в різнокольоровому буйнотрав'ї від цього чудовиська. В цій роботі Оділон поєднав образ страховиська з періоду чорнот та міфологічну тематику нового періоду. Захоплений грецькою міфологією, Редон також зображає на своїх картинах Пегаса, колісницю Аполона, народження Венери та інші сюжети грецьких міфів.
В 1903 Редон був шокований звісткою про самогубство свого друга Гогена на Таїті. Цій людині він присвячує декілька своїх робіт в темних тонах з зображенням профілю художника.
Картина Будда висвітлює зацікавлення Редона в індійській поезії та буддизмі, яке йому привив його друг Арман Клаво. Композиція цієї роботи передає гармонію речей в природі та стан медитації, Будда зображений з піднятою лівою рукою, складеною в в'якх'яну-мудру знак проповіді.
Робота Парсіфаль була написана під враженням від однойменної вагнерівської опери (1882). Оділон Редон, сам музикант, що в 60-х роках разом зі своїм братом Ернестом брав участь як аматор в оркестрі Бордо, захоплюється музичним мистецтвом Вагнера, його вмінням поєднувати музику з міфологічними історіями.
Між 1908 та 1914 Редон часто звертається до зображення грецьких міфологічних красунь: Венери, Пандори, Андромеди. На картині «Пандора» 1914 року він зображає оголену Пандору посеред квітів, що була створена з лави богом Вулканом та послана на землю Юпітером, в руках вона тримає славнозвісну скриньку Пандори. Редон також намалював два варіанти класичної теми «народження Венери», одна з них, намальована олією 1912 зображає Венеру в мушлі, інша теж 1912, намальована пастеллю, зображає Венеру біля мушлі, в якій вона була народжена.
Під кінець життя Редон здобуває довгоочікуване визнання. 1903 він був нагороджений Орденом Почесного Легіону, 1904 ціла зала була присвячена художнику на Осінньому салоні, а 1913 Редон виставляє свої роботи на щорічній Арсенальній виставці в Нью-Йорку, і таким чином здобуває славу в Америці.
Останні роки свого життя Оділон проводить в місті Бьєвр, малюючи пастеллю, олією та аквареллю. 1916 року Оділон Редон помирає, залишивши картину «Діва» незакінченою.

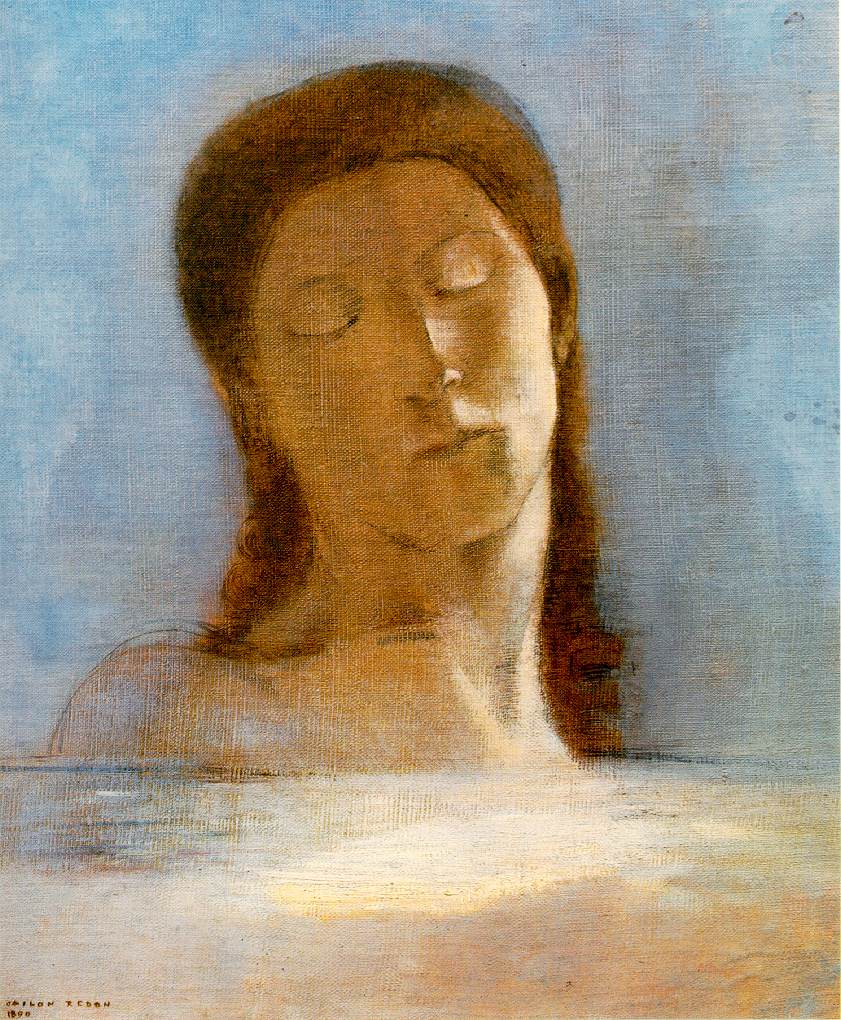
Закриті очі, 1890; олія, Музей д'Орсе, Париж
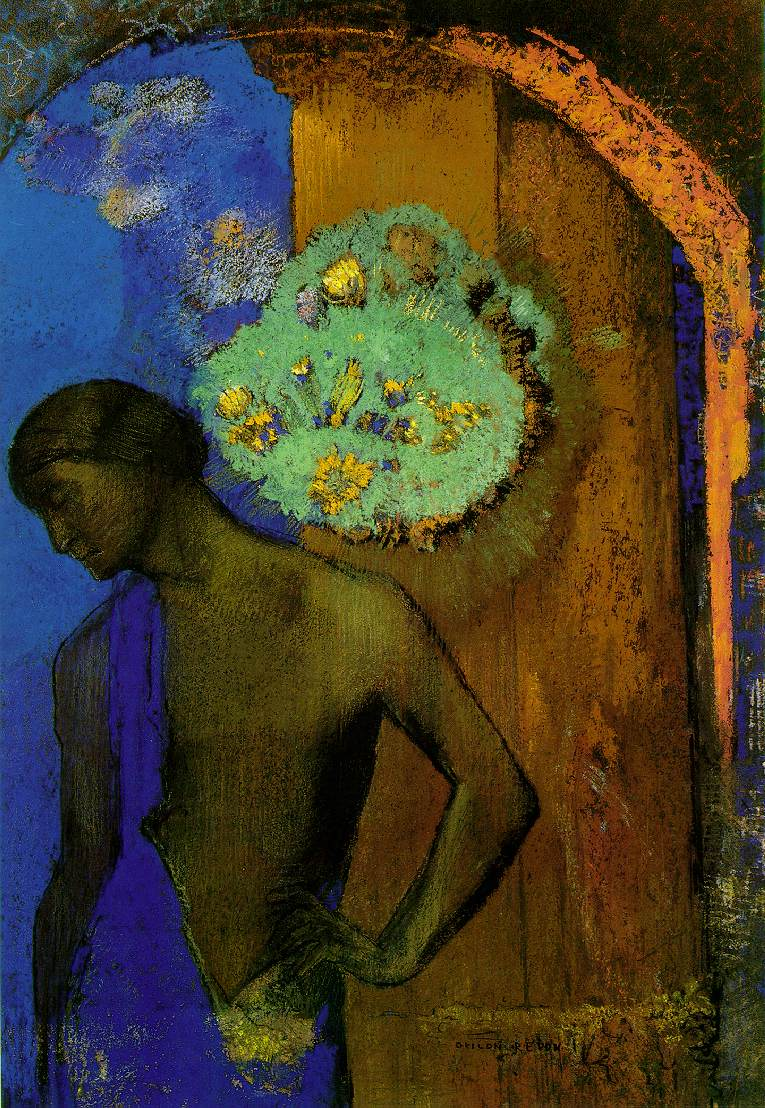
Святий Іоан, 1892; пастель та вугілля, приватна колекція
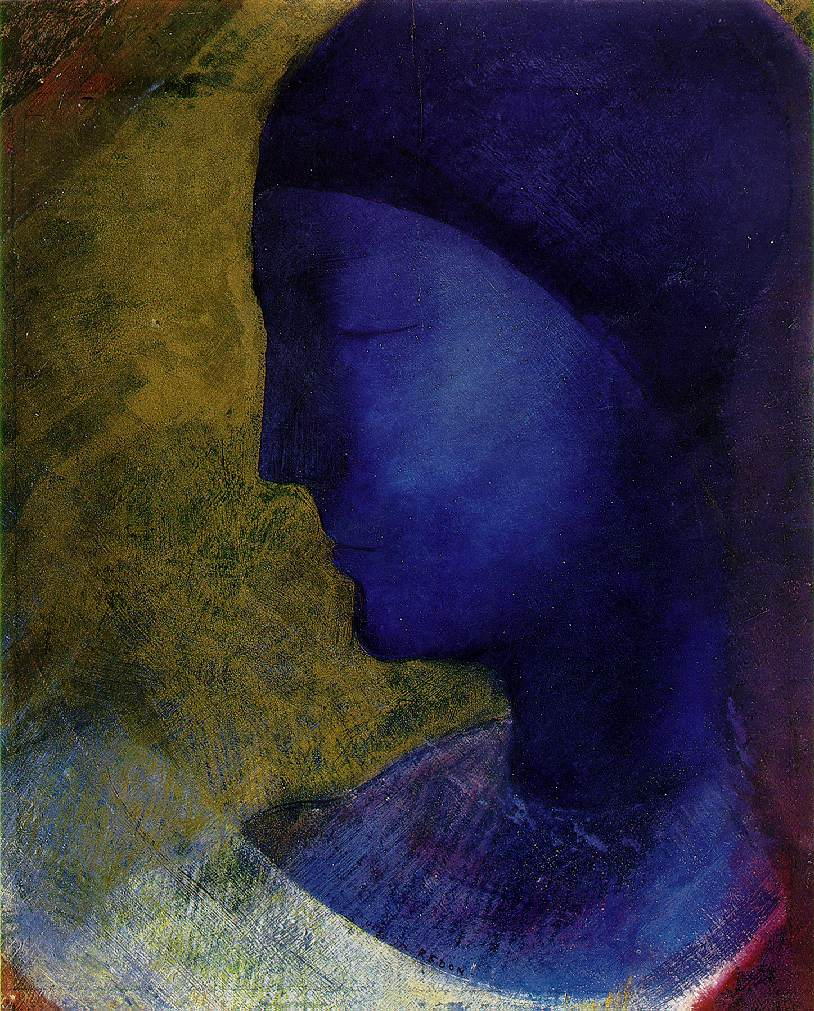
Золота клітка, 1892; олія з позолотою, Британський музей
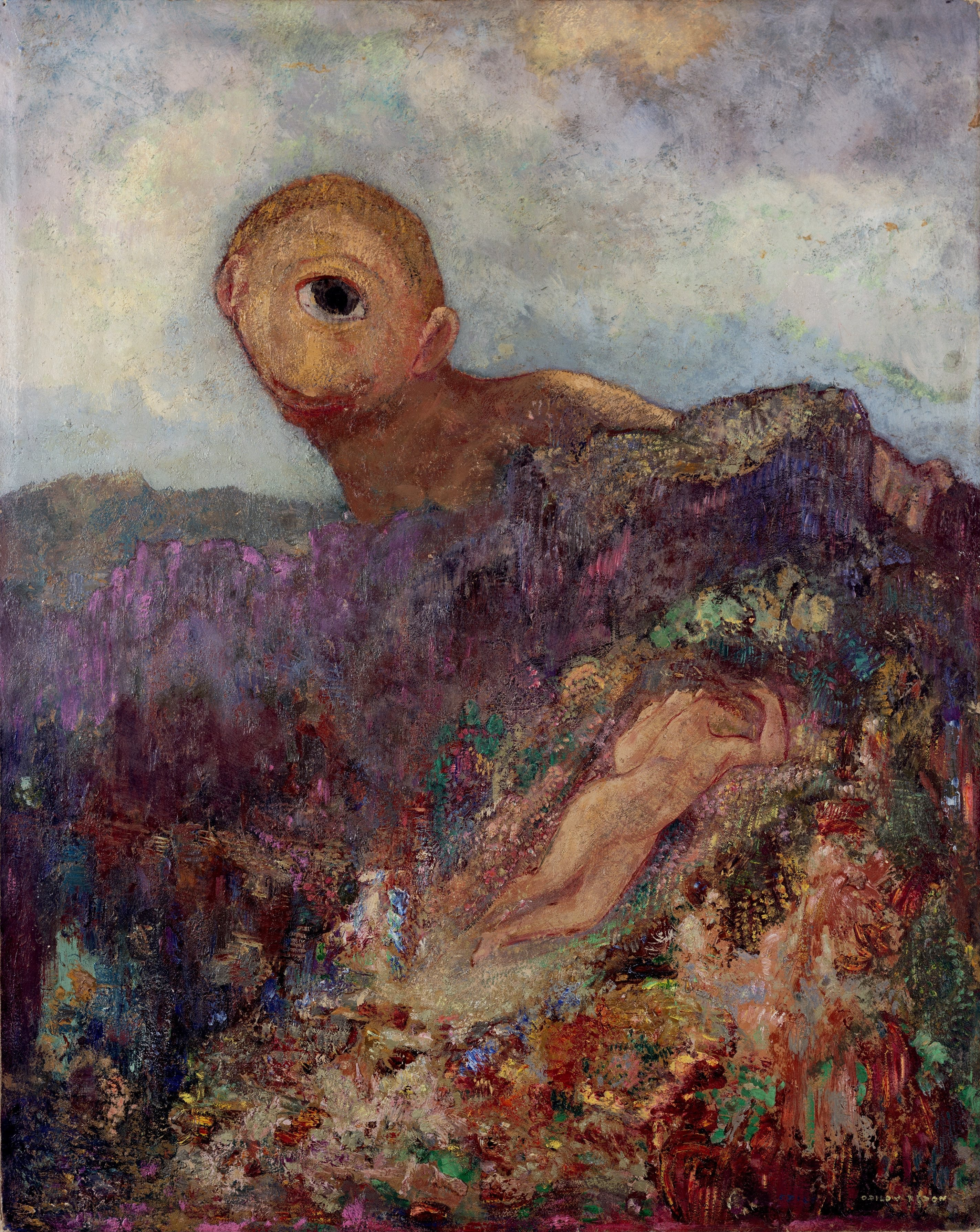
Циклоп, 1892; олія, Музей Креллер-Мюллер, Оттерло, Нідерланди
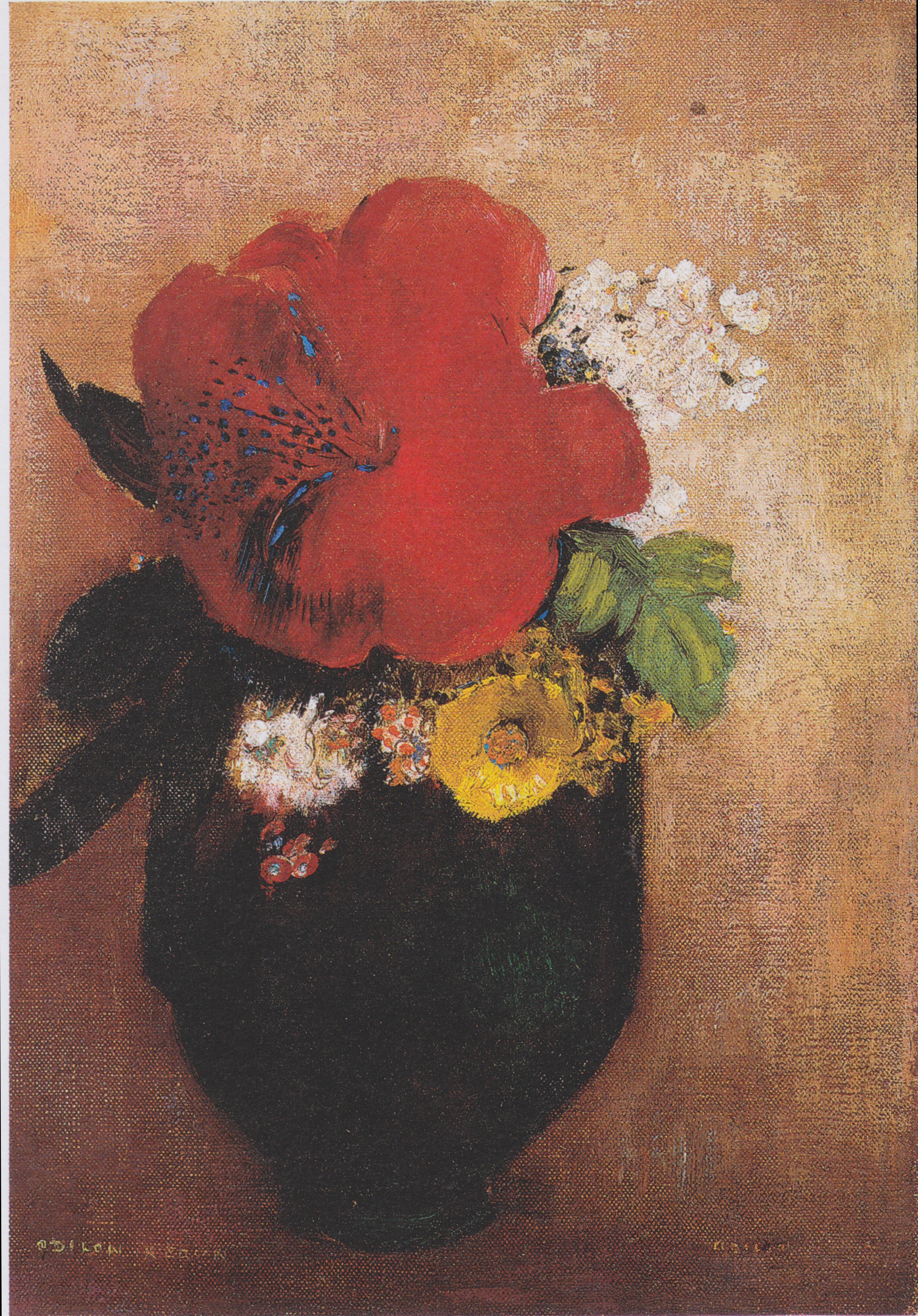
Букет квітів,1895; олія, Музей д'Орсе, Париж
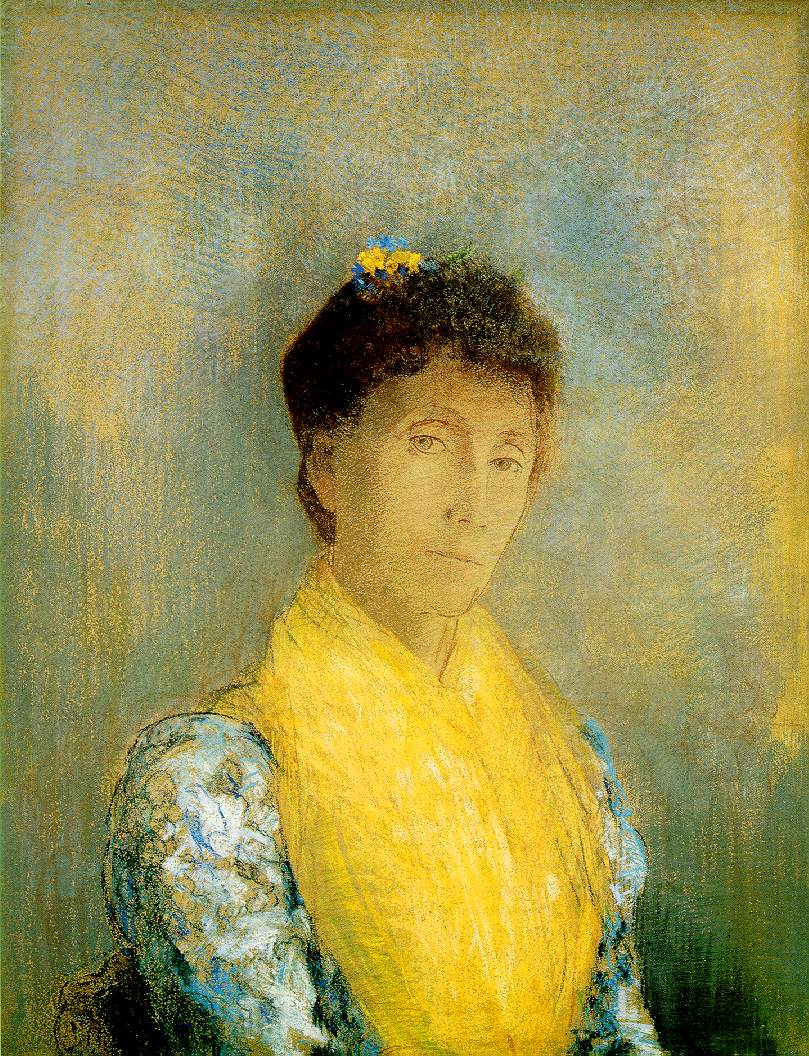
Жовта шаль, 1899; пастель, Музей Креллер-Мюллер, Оттерло, Нідерланди
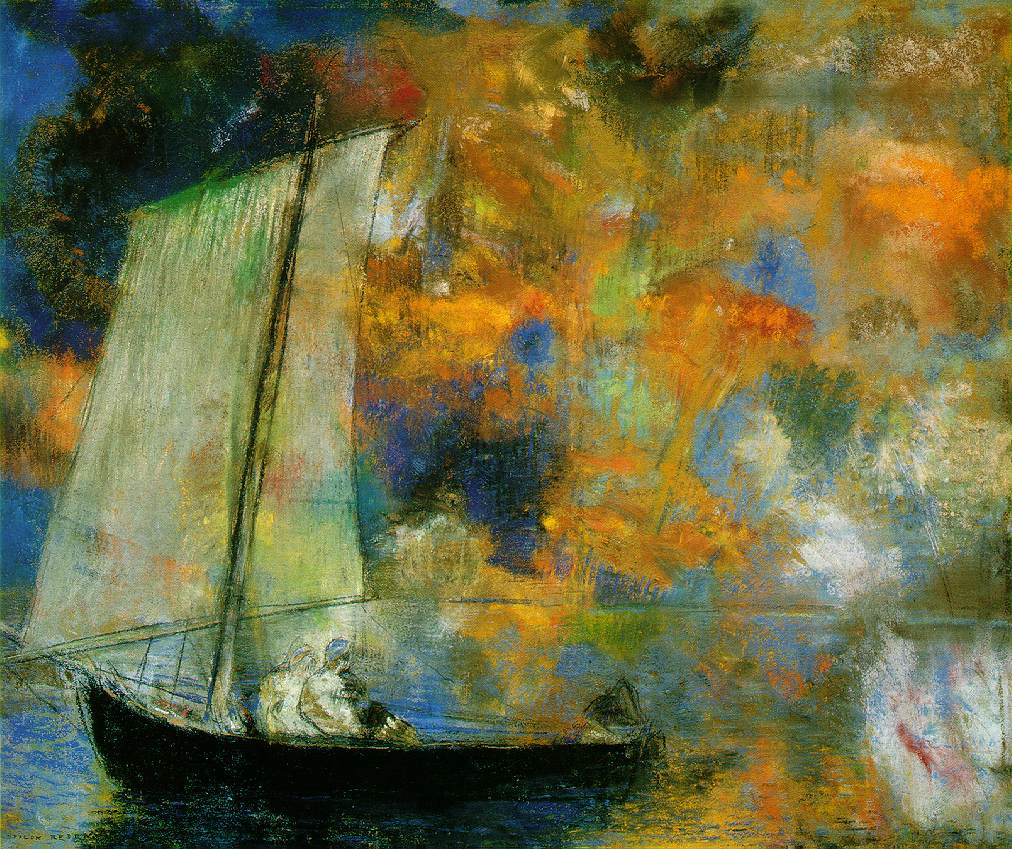
Квітчасті хмари, 1903; пастель, Художній інститут Чикаго
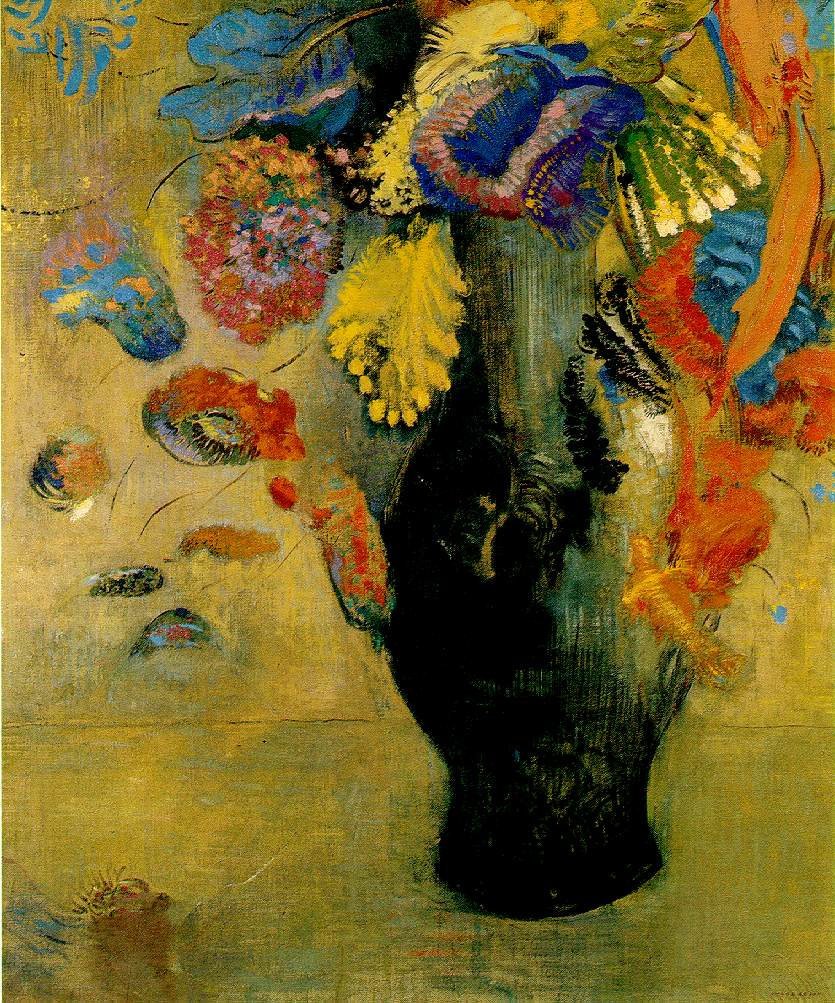
Квіти, 1903; олія, Художній музей Санкт-Галлен , Швейцарія
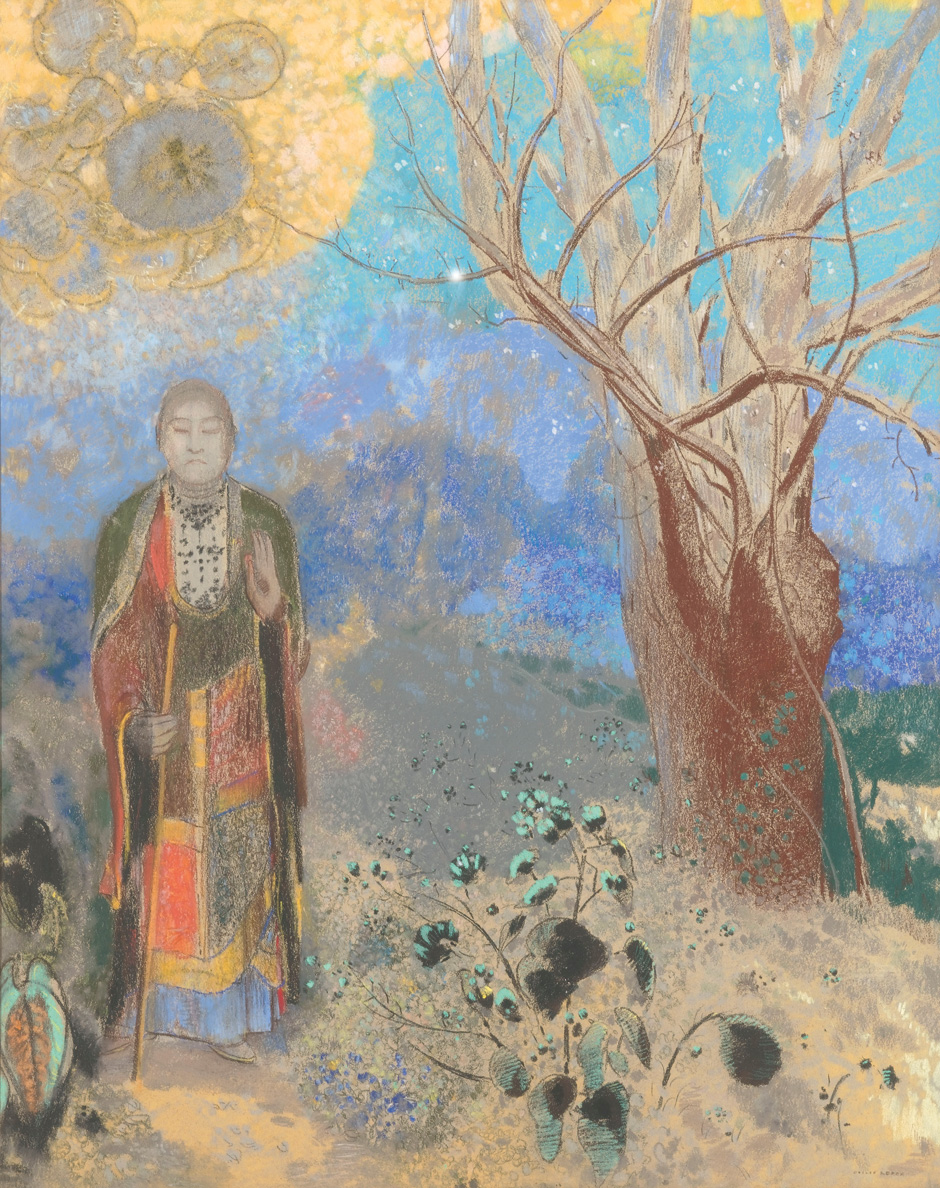
Будда, 1905; пастель, Музей д'Орсе, Париж
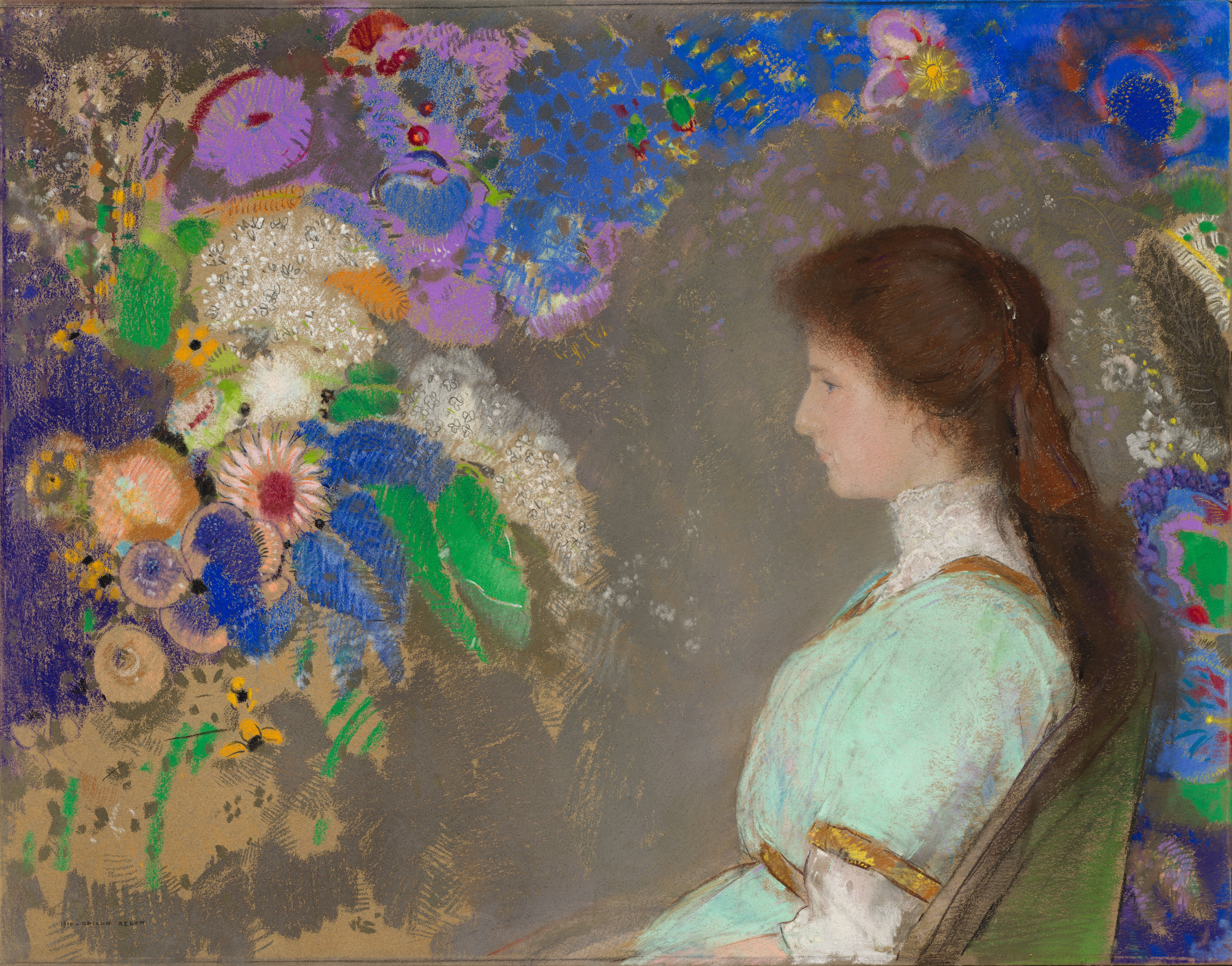
Портрет Віолети Гейман, 1910; пастель, Клівлендський художній музей, США
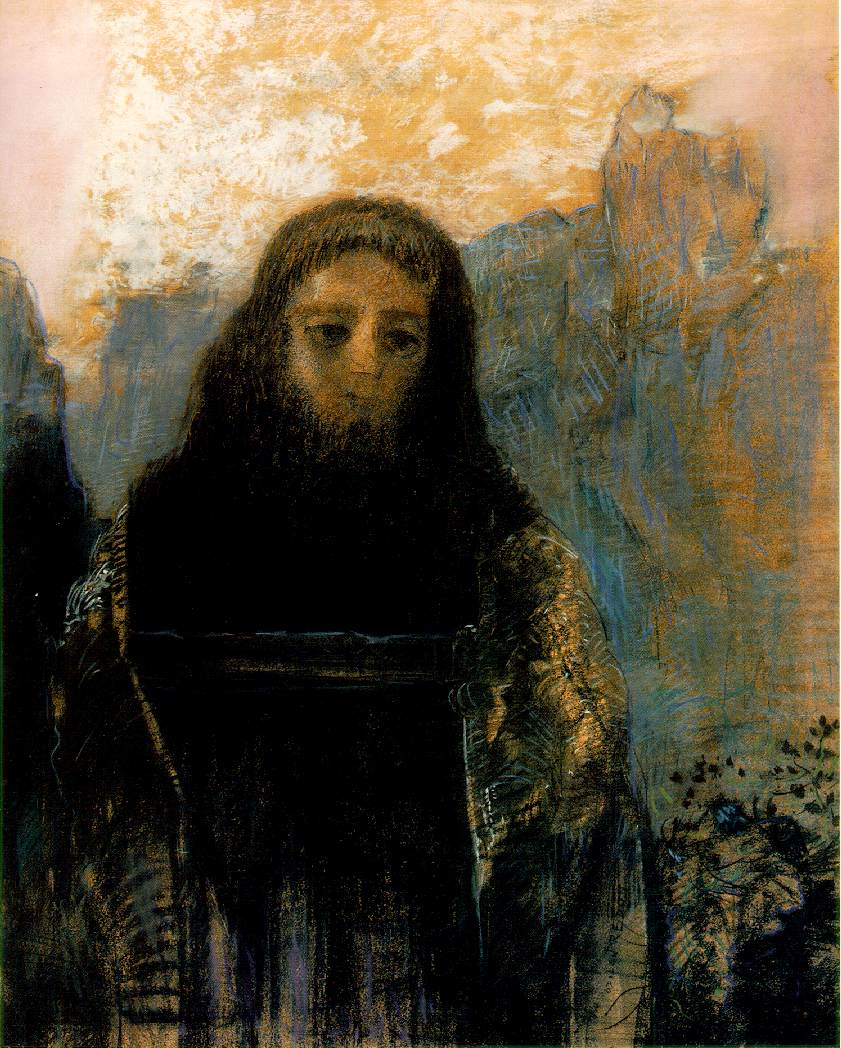
Парсіфаль, 1912; пастель, Музей д'Орсе, Париж
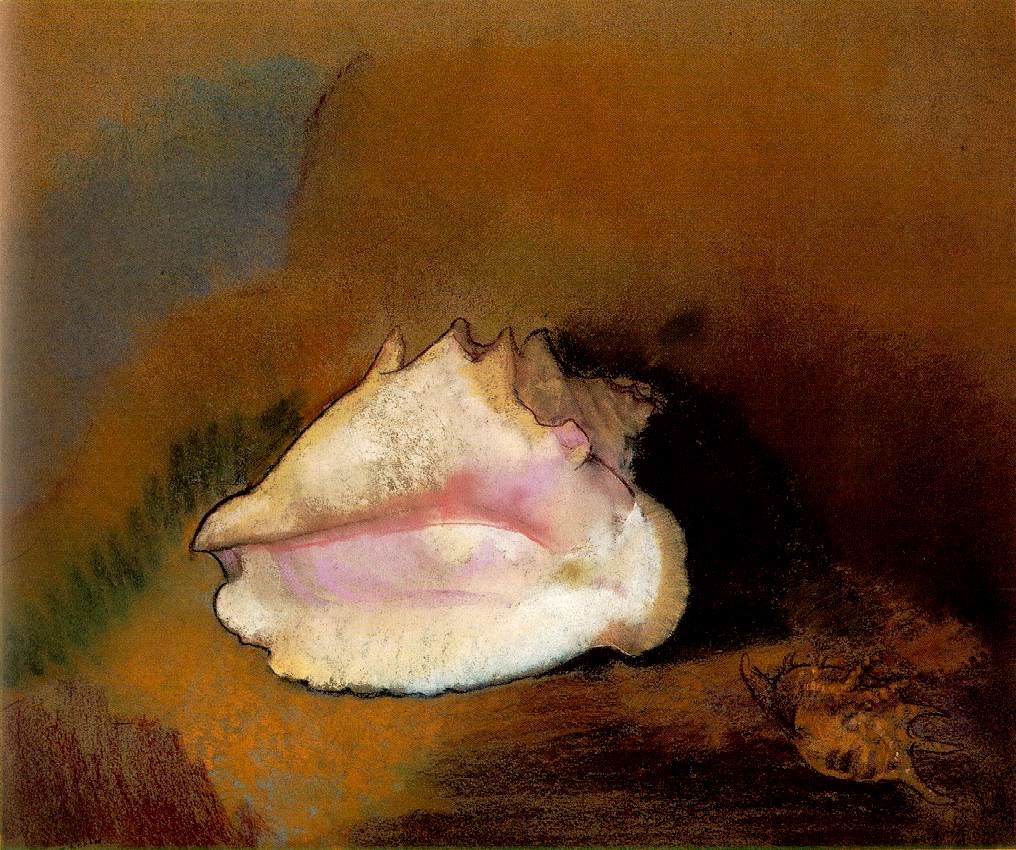
Мушля, 1912; пастель, Музей д'Орсе, Париж

### Декоративні роботи

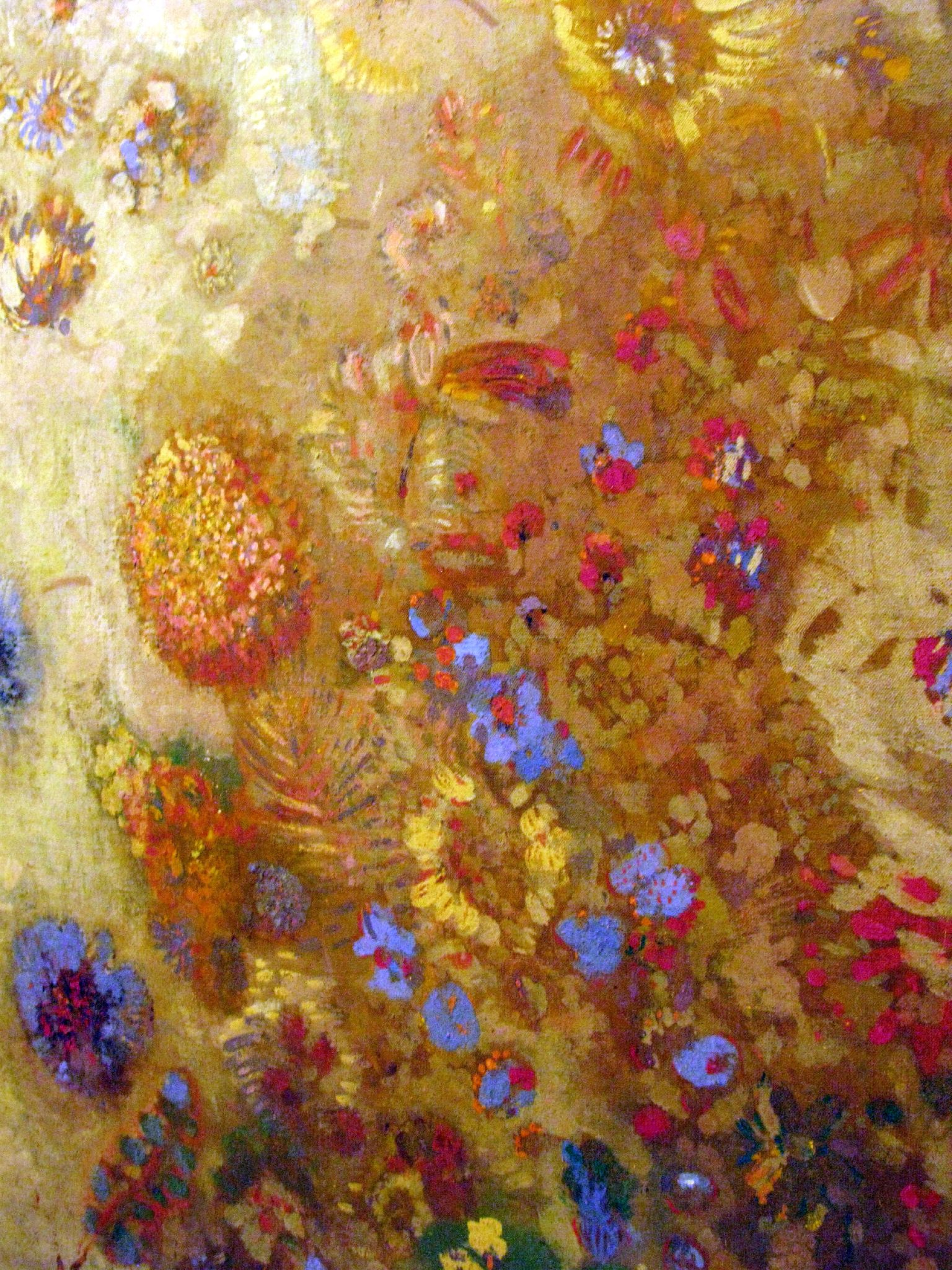
Декоративне панно, 1902

1900 року Редон отримує перше декоративне замовлення на розпис стін нещодавно збудованого замку барона Домесі, їдальню він розписує трав'яними та квітковими візерунками олією та пастеллю в жовтій та червоній палітрах, як того вимагає сам замовник.
1902 року Оділон оздоблює музичну кімнату в Паризькому будинку вдови композитора Ернеста Шосона.
1908 року фабрика гобеленів замовляє Редону серію малюнків. Того ж 1908 року друг Редона та колекціонер його робіт Гюстав Фоє купляє покинуте цистеріанське абатство Фонфруад (фр. Fontfroide) 11 століття поблизу Нарбонни. Він та його дружина проводять в абатстві реставраційні роботи, а 1910 запрошують Редона Оділона для оформлення колишніх монаших палат, перероблених в бібліотеку. Як наслідок Редон малює три панно «День», «Ніч» та «Тиша». Робота над бібліотекою Фонфруад стала найграндіознішою декоративною роботою художника..

## Оділон Редон та його сучасники
Оділон Редон мав багато прихильників як в художніх, так і в літературних колах того часу. Завдяки своєму альбому літографій, присвяченому Едгару По (1882), він знайомиться з Генакеном та Гюїсмансом, які представляють його Малларме.
Гюїсманс присвятить декілька абзаців роботам Редона в своїй книжці «Навпаки» (фр. À rebours).
| «...Ці образи ні на що не схожі. Вони не вписувались в рамки образотворчого мистецтва, створюючи цілком особливу фантастичну реальність — світ гарячки та марення. Зображення повністю божевільних очей замість облич, а також тіл, що втратили звичні обриси, ніби побачені через графин з водою, нагадували дез Естену нічні кошмари, які він бачив, маривши, коли в дитинстві хворів на черевний тиф» |
У 1884 він разом з іншими художниками бере участь у заснуванні Салону незалежних. А 1886 року на останній виставці імпресіоністів знайомиться з Гогеном. Після відходу Гогена, Редон фактично очолює групу Набі (фр. Nabis), молоде покоління художників захоплюється його роботами, один з учасників групи Моріс Дені називає його «Маларме серед художників».
Також завдяки своїм роботам у кольорі та декоративним панно, він отримує визнання Матісса та Боннара.